# 松前藩
松前藩（まつまえはん）は、松前島（夷島）松前（渡島国津軽郡を経て現在の北海道松前郡松前町）に居所を置いた藩である。藩主は江戸時代を通じて松前家であった。後に城主となり同所に松前福山城を築く。居城の名から福山藩とも呼ばれる。慶応4年（1868年）、居城を領内の檜山郡厚沢部町の館城に移し、明治期には館藩と称した。家格は外様大名の1万石格、幕末に3万石格となった。
江戸時代初期の領地は、現在の北海道南西部、渡島半島の和人地に限られた。残る北海道にあたる蝦夷地は、しだいに松前藩が支配を強めて藩領化した。藩と藩士の財政基盤は蝦夷地のアイヌとの交易独占にあり、農業を基盤にした幕藩体制の統治原則にあてはまらない例外的な存在であった。江戸時代後期以降はしばしば幕府による蝦夷地幕領化が行われた。

## 藩史

### 中世から17世紀まで

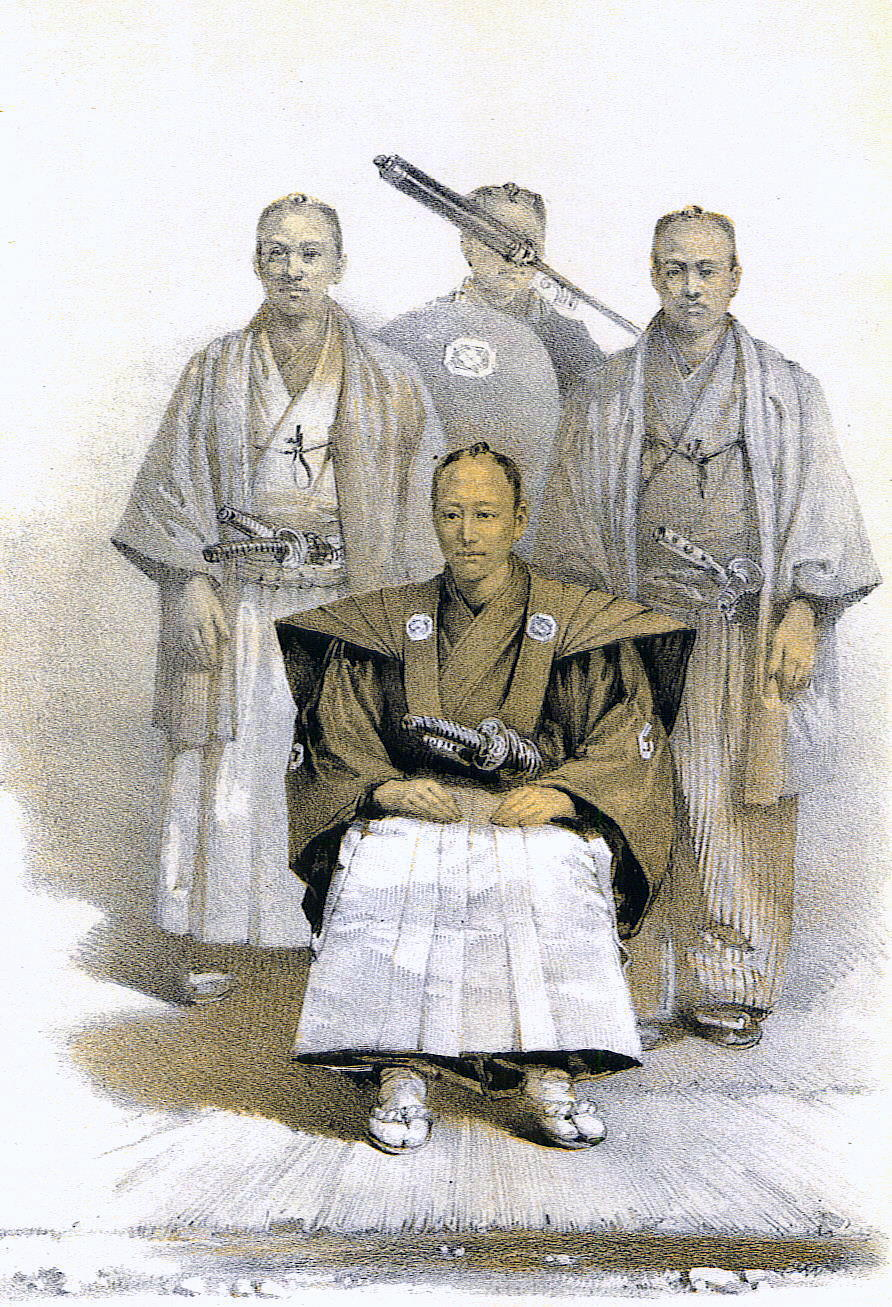
家老松前勘解由と従者像。元の写真（1854年、ペリーの箱館来航時に撮影）は日本最古の銀板写真の一つで重要文化財。

松前藩の史書『新羅之記録』によると、始祖は室町時代の武田信広（清和源氏義光流・若狭武田氏の子孫とされる）である。信広は安東政季から上国守護に任ぜられた蠣崎季繁の後継者となり蠣崎氏を名乗り、現在の渡島半島の南部に地位を築いたという。蠣崎季広の時には、主家安東舜季の主導のもと東地のチコモタイン及び西地のハシタインのアイヌと和睦し（夷狄の商舶往還の法度）、蝦夷地支配の基礎を固めた。
戦国末期には、津軽地方での大浦為信の挙兵により、蝦夷管領（檜山安東氏）が津軽から駆逐され、蝦夷地での蠣崎氏の独立が加速する。季広の子である松前慶広の時代に豊臣秀吉に直接臣従することで安東氏（のち秋田氏）の支配から公式に離れる事が承認され、蝦夷地の支配権も得た。慶長4年（1599年）には徳川家康に服して蝦夷地に対する支配権を引き続き認められた。江戸初期には蝦夷島主として客臣扱いであったが、5代将軍・徳川綱吉の頃に交代寄合に列して旗本待遇になる。さらに、享保4年（1719年）から石高1万格の柳間詰めの大名となった。
当時の蝦夷地では稲作が不可能だったため、松前藩は「無高」の大名であり、1万石とは後に定められた格に過ぎなかった。慶長9年（1604年）に家康から松前慶広に発給された黒印状は、松前藩に蝦夷（アイヌ）に対する交易独占権を認めていた。藩はサケ、昆布、ニシン、毛皮などの交易品によって収入を得たが、利益は7万石に相当したという。蝦夷地には藩主自ら交易船を送り、家臣に対する知行も、蝦夷地に商場（あきないば）を割り当てて、そこに交易船を送る権利を認めるという形でなされた。松前藩は、渡島半島の南部を和人地、それ以外を蝦夷地として、蝦夷地と和人地の間の通交を制限する政策をとった。江戸時代のはじめまでは、アイヌが和人地や津軽、南部に出かけて交易することが普通に行なわれていたが、次第に取り締まりが厳しくなった。延宝7年（1679年） 松前藩は樺太の久春古丹（大泊郡大泊町楠渓）に穴陣屋を置き、漁場としての開拓を始めた。松前藩の直接支配の地である和人地の中心産業は漁業であったが、ニシンが不漁になったため蝦夷地への出稼ぎが広まった。城下町の松前は天保4年（1834年）までに人口1万人を超える都市となり、繁栄した。
寛文9年（1669年）、松前藩はシャクシャインの戦いに勝利した。

#### 檜山奉行と林業
延宝元年（1673年）に江差に檜山を開き、檜山奉行を置いた。檜山は、厚澤部川流域から上國天の川流域の森林地帯であり、ヒバをヒノキと称した地域の俗称そのままに檜山とされた。檜山奉行所は、この森林地帯を7箇所に区分し、同年2月に樹皮剥ぎや稚木伐採を禁止し、また野火を放つことを禁じる等の天然林の保護策を定めた。また、アスナロ等の材木を造船や他藩との交易物として活用する一方で、伐採を出願制としたことから他藩からも山師が訪れるようになり、こうした山師による伐採の運上金は藩の財政の一端を担った。
しかし、元禄8年（1695年）4月に檜山で山火事が発生し、過半数の樹木が消失したことから、かねてから他の地域で伐採を請願していた山師の飛騨屋久兵衛からの訴えが認められ、池尻別・沙流久寿里（釧路）厚岸・夕張・石狩等におけるエゾマツの伐採が許可された。山師により伐採されたエゾマツは、石狩川等の川を下って石狩川口から本島へ船で運ばれ、江戸や大坂でその材質の高さから障子や曲物へと加工され流通した。

### 18世紀

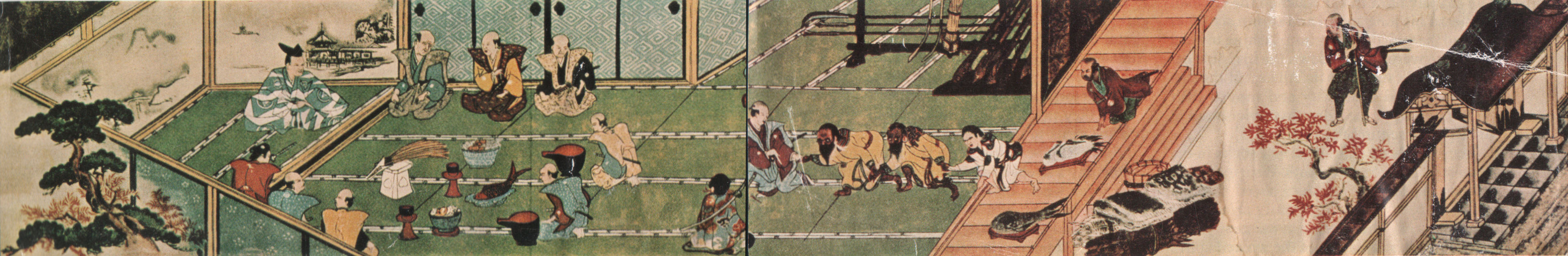
ウイマム（アイヌの長と松前藩の謁見行事）を描いたアイヌ絵。1751年

18世紀に入ると、松前藩主や藩士が交易船派遣の権利を日本商人に請け負わせるようになる（場所請負制）。場所請負商人は、交易の場に集まるアイヌを雇用して、大網を用いた漁業に従事させた。これにより松前藩の財政と蝦夷地支配の根幹は大商人に握られた。商人の経営によって、ニシン、鮭、昆布など北方の海産物の生産が大きく拡大し、それ以前からある熊皮、鷹羽などの希少特産物を圧するようになった。
生活物資の中心となる米は、対岸の弘前藩から独占的な供給を受ける取り決めが結ばれていたが、天明2年（1782年）から深刻化した天明の大飢饉の期間は輸送が途絶、大坂からの廻船による米の輸送が行われ、西国側との結びつきも深めてゆく。
漁場の拡大に伴い、和人は東蝦夷地にも入り込んだが、その地のアイヌは自立的で、藩の支配は強くなかった。この頃には蝦夷地全体で商人によるアイヌ使役がしだいに過酷になっていた。大網漁業により蝦夷の各地で雇用労働が行われるようになり、特に蝦夷地東端や南千島方面でアイヌとの軋轢が顕著になる。寛政元年（1789年）にはクナシリ・メナシの戦いへと至った。田沼時代の末期、天明の蝦夷地調査で、ロシア帝国による千島方面への南下（南下政策）と清朝によるサハリン支配の浸透が分かり、その状況を松前藩が秘匿していたことが判明した。
ロシアの南下を知った幕府は、天明5年（1785年）から調査の人員をしばしば派遣し、寛政11年（1799年）に藩主・松前章広から蝦夷地の大半を取り上げた。すなわち1月16日に東蝦夷地の浦川（現在の浦河町）から知床半島までを7年間上知することを決め、8月12日には箱館から浦川までを取り上げて、これらの上知の代わりとして武蔵国埼玉郡に5千石を与え、各年に若干の金を給付することとした。

### 19世紀

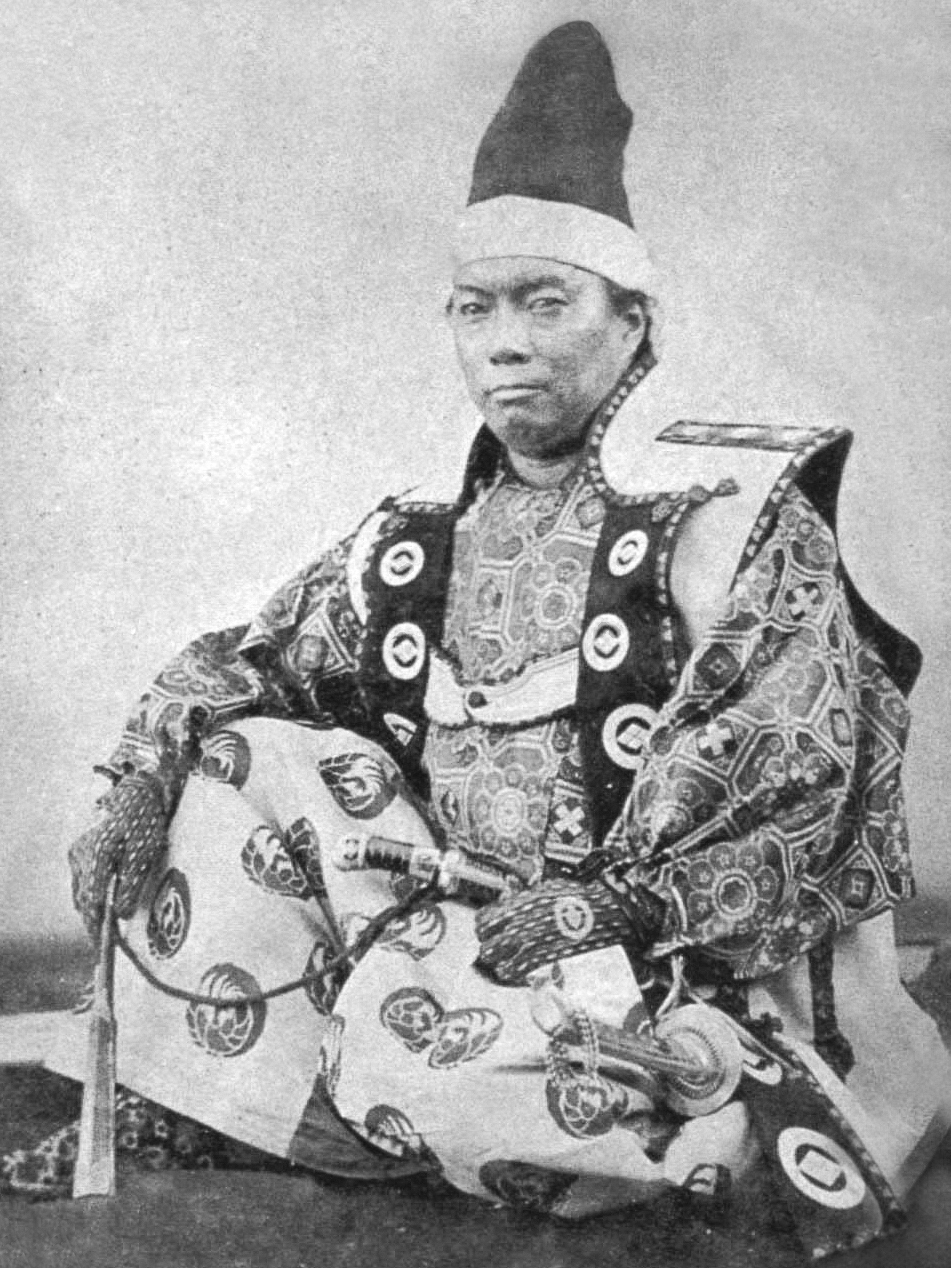
松前崇広は、江戸時代末期の大名。蝦夷松前藩の12代藩主。

享和2年（1802年）5月24日に7年間に及ぶ上知の期限を迎えたが、蝦夷地の返還は行われなかった。文化4年（1807年）2月22日に西蝦夷地も取り上げられ、陸奥国伊達郡梁川に9千石で転封となった。なお、これ以前に前藩主であった松前道広が放蕩を咎められて永蟄居を命じられた。
文政4年（1821年）12月7日に、幕府の政策転換により蝦夷地一円の支配を戻され、松前に復帰した。藩を挙げての幕閣重鎮に対する表裏に渡る働きかけも確認されている。これと同時に松前藩は北方警備の役割を再度担わされることにもなった。嘉永2年（1849年）に幕府の命令で松前福山城の築城に着手し、安政元年（1854年）10月に完成させた。
日米和親条約によって箱館が開港されると、幕府は再度蝦夷地の直轄化を目論み、松前崇広の代の安政2年（1855年）2月22日に乙部村以西、木古内村以東の和人地と蝦夷地をふたたび召し上げられ、渡島半島南西部だけを領地とするようになった。代わりに陸奥国梁川と出羽国村山郡東根に合わせて3万石が与えられ、出羽国村山郡尾花沢1万4千石が込高として預かり地とされた。合計で4万石余に加えて、別途手当金として年1万8千両が支給された。
しかし、上杉家（米沢藩重臣・須田家）時代にあった梁川城は、のちに入部した定府大名の松平家によって既に破却されており梁川では無城大名となるうえ、これらより余程に儲かる蝦夷地の交易権を失ったために、財政的には以前より厳しいものとなった。元治元年（1864年）に松前崇広が老中に就任すると、乙部から熊石まで8ケ村が松前藩に戻された。しかし、手当金700両が削減された。領地の上知や新興の箱館の繁栄の影響もあり、松前藩の経済状態は、藩士も松前城下の民も苦しいものとなった。

### 館藩
明治2年（1869年）6月24日、14代藩主・松前修広は版籍奉還を願い出て許され、館藩知事に任じられた。同年、北海道11国86郡が置かれている。
明治4年7月14日（1871年8月29日） に廃藩置県で館県になるまで、館藩は2年間存続した。藩名の由来は、朝廷から西部厚沢部村の館に新城を建築することを許されたことによる。政庁については、完成前に箱館戦争が始まったため、当初は以前と同じく福山城にあった。松前氏が戊辰戦争の中でも、東北戦争の時点では奥羽越列藩同盟に参加していたが、勤王派の正議隊（正義隊）が藩政を掌握して新政府側に寝返った。新築の館城に移って館藩として、箱館戦争で旧幕府軍と戦った。戦後処理では前述の経緯により、旧幕府軍に協力した者を逮捕及び裁判の上処分した。処分された者の数は町人、武士問わず90余名、町内引廻しのうえ斬首されたものは19名。また、明治2年に口番所（松前・江差）が廃止され、代わりに函館、寿都らに海官所が設置されたため、口番所の口収益に依存していた館藩の財政は深刻な打撃を受けた。明治3年（1870年）12月には館藩の訴えにより、松前、江差の両海官所とも復したものの、インフレによって財政難は解決されず、さらにオランダ商会、藩内の商人への借金及び藩札の大量発行を行った。政治的にも藩政を掌握した正義隊と反対派が対立し、反対派は開拓使に正義隊への非難を訴えるなど不安定な状態が続き、廃藩に至るまで解消されることはなかった。

### 館県
明治4年（1871年）7月14日、廃藩置県により館藩の旧領には館県が置かれた。館県の範囲は、渡島国に属する爾志郡・檜山郡・津軽郡・福島郡の4郡であったが、同年9月、館県は道外の弘前県、黒石県、斗南県、七戸県、八戸県と合併、弘前県（後の青森県）の一部となり消滅した。

## 歴代藩主
松前家
外様 - 客臣格→旗本格→1万石格→3万石格
| 代 | 氏名                       | 肖像 | 官位            | 在職期間                            | 享年 | 備考                                                                      |
| -- | -------------------------- | ---- | --------------- | ----------------------------------- | ---- | ------------------------------------------------------------------------- |
| 1  | 松前慶広 まつまえ よしひろ |      | 従五位下 伊豆守 | 元和2年 1616年                      | 69   | 父は蠣崎季広。                                                            |
| 2  | 松前公広 まつまえ きんひろ |      | 従五位下 志摩守 | 元和3年 - 寛永16年 1617年 - 1641年  | 44   | 前藩主の慶広は祖父。父の盛広は早世。                                      |
| 3  | 松前氏広 まつまえ うじひろ |      | ―               | 寛永16年 - 慶安元年 1641年 - 1648年 | 27   |                                                                           |
| 4  | 松前高広 まつまえ たかひろ |      | ―               | 慶安元年 - 寛文5年 1648年 - 1665年  | 23   |                                                                           |
| 5  | 松前矩広 まつまえ のりひろ |      | 従五位下 志摩守 | 寛文5年 - 享保5年 1665年 - 1720年   | 61   |                                                                           |
| 6  | 松前邦広 まつまえ くにひろ |      | 従五位下 志摩守 | 享保6年 - 寛保3年 1721年 - 1743年   | 38   |                                                                           |
| 7  | 松前資広 まつまえ すけひろ |      | 従五位下 若狭守 | 寛保3年 - 明和2年 1743年 - 1765年   | 38   |                                                                           |
| 8  | 松前道広 まつまえ みちひろ |      | 従五位下 志摩守 | 明和2年 - 寛政4年 1765年 - 1792年   | 78   |                                                                           |
| 9  | 松前章広 まつまえ あきひろ |      | 従五位下 若狭守 | 寛政4年 - 天保4年 1792年 - 1833年   | 58   | 文化4年（1807年）に陸奥梁川藩へ移封となるも、 文政4年（1821年）に復した。 |
| 10 | 松前良広 まつまえ よしひろ |      | ―               | 天保5年 - 天保10年 1834年 - 1839年  | 16   | 前藩主の章広は祖父。父の見広は早世。                                      |
| 11 | 松前昌広 まつまえ まさひろ |      | 従五位下 志摩守 | 天保10年 - 嘉永2年 1839年 - 1849年  | 29   | 前藩主の良広は実兄。                                                      |
| 12 | 松前崇広 まつまえ たかひろ |      | 従五位下 伊豆守 | 嘉永2年 - 慶応元年 1849年 - 1865年  | 38   | 9代藩主章広の六男。                                                       |
| 13 | 松前徳広 まつまえ のりひろ |      | 従五位下 志摩守 | 慶応2年 - 明治元年 1866年 - 1868年  | 25   |                                                                           |
| 14 | 松前修広 まつまえ ながひろ |      | 従五位          | 明治2年 - 明治4年 1869年 - 1871年   | 41   | 初名は兼広。                                                              |

## 居城
- 福山館
- 松前城
- 館城

## 家臣
- 蠣崎広林

## 藩邸
- 上屋敷は下谷三味線堀（現在の台東区小島二丁目）、下屋敷は両国（現在の墨田区横網一丁目）にあった[10]。
- 松前崇広が老中に就任すると、一時的に上屋敷が江戸城に近い丸の内に移転した時期がある。徳広の代に下谷に戻る。

## 幕末の領地
- 渡島国
  - 爾志郡
  - 檜山郡
  - 津軽郡
  - 福島郡
- 岩代国
  - 伊達郡のうち - 10村（うち2村は福島県に編入）
- 羽前国
  - 村山郡のうち - 39村

明治維新後に伊達郡31村（旧棚倉藩領11村、幕府領20村）が加わった。
基本的には、和人地（松前地）に加え蝦夷地全域も所領であったが、幕末に和人地の乙部村以北、木古内村以東と蝦夷地全域が上知され、天領となった地域には箱館奉行が置かれた。